# Дондюк, Максим Юрьевич
Максим Юрьевич Дондюк (15 июля 1983, Хмельницкая область) — украинский документальный фотограф, автор проекта «Эпидемия туберкулеза на Украине».

## Биография
Максим Дондюк родился 15 июля 1983 в селе Полянь Хмельницкой области Украинской ССР.
Детство прошло в небольшом городке Новая Каховка.
После службы в ВМС Украины, окончил Харьковский государственный университет питания и торговли. Работал поваром в течение 7 лет. Занимался фотографией как хобби, первая фотография была опубликована в харьковской газете «События» для освещения празднования ко Дню Харькова. После этого стал внештатным фотографом газеты, а также сотрудничал с харьковским информационным агентством «МедиаПорт». После чего бросил работу повара и устроился штатным фотокорреспондентом в «Газету 24». Через полгода уволился по собственному желанию.
В 2007 году переехал в Киев, где сотрудничал с украинской фотоагентством «PHL».
В 2010 году начал работать как независимый фотограф. Сотрудничает с такими организациями как — Европейское региональное бюро ВОЗ (Дания), Благотворительный фонд «Развитие Украины» и Благотворительный фонд «Мангуст» (Украина).
Максим Дондюк — участник мастер-классов Александра Лапина, Сергея Максимишина, Дональда Вебера, Джейсона Ашкенази и семинара Noor-Nikon Masterclass in Documentary Photography.
Персональные выставки Максима Дондюка проводились на Украине, в России, США, Италии, коллективные — на Украине, в России, США, Великобритании, Италии, Австрии, Литве и др.

## Награды
- 2013 — Финалист на получения гранта от the the W. Eugene Smith Grant in Humanistic Photography[3][4]
- 2012 — Финалист на получения гранта от the AnthropoGraphia Human Rights Through Visual Storytelling[5]
- 2012 — Финалист на получения гранта от The Manuel Rivera-Ortiz Foundation for Documentary Photography & Film[6]
- 2012 — Гран-При «Фотоистория Года» в конкурсе «Лучший Фотограф»[7]
- 2012 — Гран-При BD’s Hope for a Healthy World Photo Competition to the «Best Global Health Story»[8]
- 2012 — 2-е место в категории «Фотоистория Года» на the Photographers Giving Back Contest[9]
- 2012 — Финалист Photo Evidence Book Award[10]
- 2012 — Award of Excellence в категории «Мультимедиа» в рамках POYi[11]
- 2012 — Финалист Pikto International Competition[12]
- 2011 — Гран-При конкурса The Circle of Life в рамках международного фотофестиваля Vilnius Photo Circle[13]
- 2011 — Победитель конкурса Photo Film на Черниговском ФотоФестивале
- 2011 — Специальное упоминание конкурса Yonhap International Press Photo Awards[14]
- 2010 — Премия Фонда развития фотожурналистики (2-е место в категории «Люди и события», третье место в категории «Новости» и «Спортивные события»